# Egestria griseolineata
Egestria griseolineata es una especie de coleóptero de la familia Anthicidae.

## Distribución geográfica
Habita en Queensland (Australia).